# Riemlingdecke
Als Riemlingdecke wird vornehmlich in Österreich eine gezimmerte Holzbalkendecke bezeichnet, deren bohlenstarke Hölzer (Riemen) etwa 1,5 bis 3 Meter frei tragen und in der Raummitte von einem oder seltener auch von mehreren Trambäumen getragen werden. 
Die Riemen überspannen also eine größere Weite, als es bei gewöhnlichen Holzbalkendecken (Tramdecken) der Fall ist, deren Balken üblicherweise 60 bis 110 cm auseinanderliegen.
Die Riemen sind dabei oftmals geschnitzt oder abgefast. Die Riemen werden häufig auf Abstand verlegt und die verbleibenden Zwischenräume von oben mit Brettern überdeckt.

## Weblink
- Beschreibung von Riemendecke und Trambaum in Ostarrichi.org